# 신이치정
신이치정(新市町)은 히로시마현 동부에 존재했던 정이다. 1889년 4월 1일 정촌제 시행으로 성립되었으며, 2003년 2월 3일 누리쿠마군 우쓰미정과 함께 후쿠야마시에 편입되고 소멸하였다. 1957년 2월 1일에 에카야정이 후쿠야마시에, 교와촌이 후추시에 편입된후 아시나군의 유일한 군이였으나 신이치정의 소멸로 인해 아시나군도 1898년 10월 1일에 아시타군, 혼지군의 통합으로 설립 이후 104년 4개월의 막을 내렸다.

## 역사
- 1889년 4월 1일 - 정촌제 시행으로 신이치촌이 성립하였다.
- 1907년 1월 1일 - 정으로 승격해 신이치정 (초대)성립하였다.
- 2003년 2월 3일 - 누리쿠마군 우쓰미정과 함께 후쿠야마시에 편입되었다. 동시에 신이치정은 소멸하였다.

## 교통

### 철도
- 서일본 여객철도
  - 후쿠엔선

### 도로
- 국도 제486호선 (일본)(일본어판)